# Oksana Zyhuljowa
Oksana Mykolajiwna Zyhuljowa (ukrainisch Оксана Миколаївна Цигульова; * 15. Dezember 1973 in Mykolajiw, Ukrainische SSR) ist eine ehemalige ukrainische Trampolinturnerin.
Zyhuljowa wurde in ihrer Karriere viermal Weltmeisterin. Im Einzel errang sie 1998 und 1999 zweimal hinter Irina Karawajewa den Vizeweltmeistertitel, während im Synchronturnen dreimal der Titelgewinn gelang. Erstmals schaffte sie dies 1996, die weiteren Titel folgten 1999 und 2001. Mit der Mannschaft gewann sie 1996 und 1999 zunächst Silber sowie 1998 Bronze, ehe es 2001 für den Titelgewinn reichte.
Beim Olympiadebüt der Disziplin in Sydney 2000 kam sie als Dritte der Qualifikation ins Finale, wo sie, erneut hinter Irina Karawajewa, die Silbermedaille gewann.